# ديفيد كلاركسون (لاعب هوكي الجليد)
ديفيد كلاركسون (بالإنجليزية: David Clarkson)‏ (و. 1984  م) هو لاعب هوكي الجليد كندي، ولد في تورونتو، مركز لعبه هو جناح ‏.
.

## روابط خارجية
- ديفيد كلاركسون على موقع دوري الهوكي الوطني (الإنجليزية)
- ديفيد كلاركسون على موقع EliteProspects.com (الإنجليزية)
- ديفيد كلاركسون على موقع HockeyDB.com (الإنجليزية)
- ديفيد كلاركسون على موقع Hockey-Reference.com (الإنجليزية)